# Bývalé sídlo
Bývalým sídlem se může rozumět administrativní nebo urbanistický sídelní celek, tedy například obec nebo část obce, který splynul s dalšími celky natolik, že pozbyl své identity samostatného sídla, ale nezanikl zcela a je stále osídlen, pouze pozbyl svůj status. Naproti tomu sídlo, tedy samota, osada, vesnice, městys, město apod., které bylo opuštěno, zničeno nebo vysídleno a nebylo obnoveno (tzv. město duchů) je označeno jako zaniklé sídlo.